# رونالد بيرد
رونالد بيرد (4 أبريل 1915 في المملكة المتحدة - 20 فبراير 1985 في المملكة المتحدة) (بالإنجليزية: Ronald Bird)‏ هو لاعب كريكت بريطاني وبريطاني (وحمل سابقاً جنسية المملكة المتحدة لبريطانيا العظمى وأيرلندا). لعب مع نادي مقاطعة ورسسترشاير للكريكيت ‏ ونادي مارليبون للكريكت ‏.

## وصلات خارجية
- رونالد بيرد على موقع إي آس بي آن كريك إنفو (الإنجليزية)